# Bassignac-le-Haut
Bassignac-le-Haut is een gemeente in het Franse departement Corrèze (regio Nouvelle-Aquitaine) en telt 205 inwoners (2009). De plaats maakt deel uit van het arrondissement Tulle.

## Geografie
De oppervlakte van Bassignac-le-Haut bedraagt 18,3 km², de bevolkingsdichtheid is 10,1 inwoners per km².
De onderstaande kaart toont de ligging van Bassignac-le-Haut met de belangrijkste infrastructuur en aangrenzende gemeenten.

## Demografie
Onderstaande figuur toont het verloop van het inwonertal (bron: INSEE-tellingen).